# Liste der Orte im Bodenseekreis
Die Liste der Orte im Bodenseekreis listet die geografisch getrennten Orte (Ortsteile, Stadtteile, Dörfer, Weiler – badisch Zinken –, Höfe, (Einzel-)Häuser) im Bodenseekreis auf.

## Systematische Liste
Alphabet der Städte und Gemeinden mit den zugehörigen Orten.
| - Bermatingen mit den Gemeindeteilen Ahausen und Bermatingen. - Zu Ahausen das Dorf Ahausen. - Zu Bermatingen das Dorf Bermatingen, der Weiler Autenweiler, die Höfe Im Sack, Weppach und Wiggensweiler und die Häuser Buchberg, Hegelwiesen und Im Göldering. - Daisendorf mit dem Dorf Daisendorf. - Deggenhausertal mit den Gemeindeteilen Deggenhausen, Homberg, Roggenbeuren, Untersiggingen, Urnau und Wittenhofen. - Zu Deggenhausen die Dörfer Deggenhausen und Obersiggingen, die Weiler Ellenfurt, Krauchen und Lehen, das Gehöft Sennhof und die Häuser Auf dem Berg, Hockenmühle, Katzenmoos, Reffental (Rufental), Steinenbach und Wallisreute. - Zu Homberg die Dörfer Azenweiler und Limpach, die Weiler Höge, Oberhomberg, Rubacker, Unterhomberg, Wahlweiler, Wattenberg und Wippertsweiler, der Zinken Möggenhausen, die Höfe Akenbach, Auf der Höhe, Benistobel, Brennerhof, Burg, Falkenhalden, Heidbremen, Im Brühl, In der Hauen, Jonistobel, Kohllöffelhof, Leutstetten(erhof), Magetsweiler, Oberweiler, Rotreis, Schönenmühle, Tobelwangerhof, Unterhöge, Weißenbach und Zühne und die Häuser Im Unteresch, Littistobel, Sandacker-Unterhomberg, Schwende und Winterstauden. - Zu Roggenbeuren das Dorf Roggenbeuren, die Höfe Berghöfle, Franzenhof, Gehrenberg, Haslachhof und Spießhof und die Häuser Im Ried, Im Tannenhölzle, Im Tobel und Riedhof. - Zu Untersiggingen das Dorf Untersiggingen, die Weiler Bayen, Eschle, Grünwangen und Riedetsweiler, die Höfe Auenhof, Eichstegerhof, Engehof, Langhag, Lobbühl, Schnaithof und Wagenberg und die Häuser Grubenhof und Waldhüterhof. - Zu Urnau das Dorf Urnau, der Weiler Fuchstobel, die Höfe Hohreuthehof, Lindenberghof, Obergehrenberg, Untergehrenberg und Waldbuchenhof und die Häuser Ehhälte, Gehrenberg, Hahnen, Schwende und Ziegelhütte. - Zu Wittenhofen die Dörfer Wittenhofen, Harresheim, Lellwangen, Mennwangen und Wendlingen, die Zinken Hohlenstein, Kaltbächle und Schoren, die Höfe Eggenweiler, Grafenweiler, Heiden, Hornstein, Moorhof, Oberlachen, Sinnenberg, Soden, Sturzhof, Tannen und Unterlachen und die Häuser Allmannshausen und Bürgle. - Eriskirch mit dem Dorf Eriskirch, den Weilern Braitenrain, Gmünd, Langenacker, Mariabrunn, Moos, Oberbaumgarten, Schlatt, Schussenreute, Unterbaumgarten, Wolfzennen und Ziegelhaus und den Höfen Dillmannshof, Hoftstatt, Knöbelhof, Röcken und Schoppenhof. - Frickingen mit den Gemeindeteilen Altheim, Frickingen und Leustetten. - Zu Altheim das Dorf Altheim, die Weiler Gailhöfe und Rickertsweiler und die Höfe Bär(en)weilerhöfe, Berghöfe, Heimatsweiler, Pförendorf, Riedhöfe und Steigen. - Zu Frickingen die Dörfer Frickingen und Bruckfelden, die Zinken Birkenweiler, Golpenweiler und Rickenwiesen, die Höfe Ahäusle und Elisabethenhof (Felderhof) und die Häuser Am Sandbühl, Gaiswinkel und Pfaffenweiher. - Zu Leustetten das Dorf Leustetten, der Weiler Steinenberg, der Zinken Lampach und das Gehöft Finkenhausen. - Friedrichshafen mit den Stadtteilen Ailingen, Ettenkirch, Friedrichshafen, Kluftern und Raderach. - Zu Ailingen die Dörfer Berg, Bunkhofen, Oberailingen, Unterailingen, Unterraderach und Wiggenhausen, die Weiler Ittenhausen, Köstenbach, Oberlottenweiler, Unterlottenweiler, Weiler an der Ach und Weilermühle, die Höfe Hagendorn, Höhler, Holzhof, Langenloch, Lochenried, Martinshof, Reinach und Wolfenhof und die Häuser Buchholz, Jägerhaus und Waldacker. - Zu Ettenkirch das Dorf Ettenkirch, die Weiler Appenweiler, Batzenweiler, Bettenweiler, Eggenweiler, Ellenweiler, Habratsweiler, Hinterhof, Hirschlatt, Huiweiler, Krehenberg, Lempfriedsweiler, Lindenholz, Rosengarten, Waltenweiler, Wannenhäusern, Wirgetswiesen und die Höfe Lehhorn und Zillisbach. - Zu Friedrichshafen die Stadt Friedrichshafen, die Stadtteile Allmannsweiler, Fischbach, Jettenhausen, Löwental, Manzell, Meistershofen, St. Georgen, Schnetzenhausen, Seemoos, Spaltenstein und Waggershausen, die Siedlungen Neuhäuser und Windhag, die Weiler Grenzhof, Heiseloch und Riedern und die Höfe Eichenmühle, Hofen und Rupberg. - Zu Kluftern die Dörfer Kluftern und Efrizweiler, die Siedlung Kreuzäcker, der Weiler Lipbach und die Höfe Höge, Mühlöschle und Ziegelacker. - Zu Raderach das Dorf Raderach. - Hagnau am Bodensee mit dem Dorf Hagnau am Bodensee und dem Gehöft Haldenhof. - Heiligenberg mit den Gemeindeteilen Hattenweiler, Heiligenberg und Wintersulgen. - Zu Hattenweiler die Weiler Hattenweiler, Heiligenholz, Katzensteig, Kirnbach und Moos, die Höfe Döbele, Furthof, Hermannsberg, Neuhaus, Neuweiler, Riedlehof und Schloßhof und Kapelle und Haus Ramsberg. - Zu Heiligenberg das Dorf Heiligenberg, der Weiler Steigen (Steighöfe), der Zinken Baustadel und die Höfe Baustadel, Buchhof, Egg und Hofstetten Mühle. - Zu Wintersulgen die Dörfer Wintersulgen und Unterrhena, die Weiler Betenbrunn, Bühlen, Echbeck, Oberboshasel, Oberhaslach, Oberrehna, Rickertsreute, Röhrenbach und Steinsbrunn, die Höfe Burst (In den Fronhalden), Sennberg und Viertlerhof und die Häuser Beim Ortolf, Brillen, Ellenfurter Tobel (Stötzlerhaus), Gaisberg, Halden, Walkhaus und Winkelhof. - Immenstaad am Bodensee mit den Gemeindeteilen Immenstaad und Kippenhausen. - Zu Immenstaad das Dorf Immenstaad, der Ort Siedlung, die Schlösser Hersberg (Herschberg) und Kirchberg und das Haus Ziegelei. - Zu Kippenhausen das Dorf Kippenhausen, der Zinken Frenkenbach und das Haus Hersberg. - Kressbronn am Bodensee mit dem Dorf Kressbronn am Bodensee, den Weilern Arensweiler, Atlashofen, Berg, Betznau, Döllen, Gattnau, Gießen, Gießenbrücke, Gohren, Gottmannsbühl, Hüttmannsberg, Kümmertsweiler, Nitzenweiler, Poppis, Retterschen, Reute, Riedensweiler, Schleinsee und Tunau und den Höfen Haltmaierhof, Heiligenhof, Kalkähren, Kochermühle, Krummensteg, Linderhof, Mittelmühle, Obermühle und Schnaidt. - Langenargen mit den Dörfern Langenargen, Oberdorf, den Weilern Bierkeller, Schwedi und Tuniswald und den Höfen Endringerhof und Mückle. - Markdorf mit den Stadtteilen Ittendorf, Markdorf und Riedheim. - Zu Ittendorf das Dorf Ittendorf, die Weiler Reute und Wirrensegel, Gehöft und Haus Hundweiler und die Höfe Braitenbach, Bürgberg, Felben, Felbenweiher, Hohenwald, Leiwiesen, Riedern und Stehlinsweiler. - Zu Markdorf die Stadt Markdorf, die Dörfer Möggenweiler und Wangen, die Weiler Allerheiligen, Bergheim, Fitzenweiler, Gehrenberg und Wirmetsweiler, Gehöft und Haus Michelhaus (Wangerhalde), die Höfe Haslacherhof, Oberfischbach, Oberriedern (Riedern), Steibensteg und Stüblehof und die Häuser Lichtenberg und Schweppenen. - Zu Riedheim die Dörfer Riedheim, Hepbach, Leimbach und Stadel, der Weiler Gangenweiler und die Höfe Bergleshof, Gehrenberg, Kohlhof, Lettenhof und Michaelsberg. - Meckenbeuren mit den Gemeindeteilen Kehlen und Meckenbeuren. - Zu Kehlen die Dörfer Kehlen und Reute, die Weiler Buch, Gerbertshaus, Gunzenhaus, Holzreute, Lochbrücke, Sammletshofen, Sassen, Schürten, Schuppenwies, Sibratshaus und Siglishofen, die Höfe Großbuch, Hechelfurt und Schindelhof und die Häuser Schübelbeer. - Zu Meckenbeuren die Dörfer Meckenbeuren, Brochenzell, Liebenau, Obermeckenbeuren, die Weiler Brugg, Hegenberg, Hirschach, Knellesberg, Langentrog, Schwarzenbach, Senglingen und Weiler, die Höfe Berg, Buch, Furt, Hasenwinkel, Hohenreute, Holzbauer, Hungersberg, Kratzerach, Laufenen, Lohner, Madenreute, Mühlebach, Ottmarsreute, Rebholz, Regler, Reuter bei Brochenzell, Sandgrub, Stengele, Straß und Untertennenmoos und die Häuser Habacht. | - Meersburg mit den Stadtteilen Baitenhausen und Meersburg. - Zu Baitenhausen die Dörfer Baitenhausen und Schiggendorf, das Gehöft Dittenhausen und das Haus Auf dem Schloßberg. - Zu Meersburg die Stadt Meersburg und die Stadtteile Ergeten und Riedetsweiler. - Neukirch mit den Dörfern Goppertsweiler, Neukirch, Wildpoltsweiler, den Weilern Bernried, Blumegg, Elmenau, Gunzenweiler, Hinteressach, Litzelmannshof, Matzenweiler, Oberlangensee, Oberrussenried, Summerau, Uhetsweiler, Unterlangensee, Unterrussenried, Vorderessach und Wittenberg, den Höfen Aberlingsbühl, Bechenhütten, Bernaumühle, Ebersberg, Flunau, Hinterburg, Landolz, Neuhaus, Reisenbronn, Sackweiher, Schnaidt, Vorderburg und Zannau sowie dem Wohnplatz Lustensbach. - Oberteuringen mit den Dörfern Oberteuringen, Hefigkofen und Neuhaus, den Weilern Behweiler, Bibruck, Blankenried, Rammetshofen, Rieter, Russenreute, Unterteuringen, Vittenhag, Wammeratswatt und Weiler bei Bitzenhofen, den Höfen Althaus, Bitzenhofen, Ramsenbühl, Ramsenmühle, Remette, Weiler bei Neuhaus und Ziegelmühle und den Häusern Bahnhof Oberteuringen und Staffelbild. - Owingen mit den Gemeindeteilen Billafingen, Hohenbodman, Owingen und Taisersdorf. - Zu Billafingen das Dorf Billafingen, der Weiler Höllsteig, die Höfe Benklershof (Im Menzenmösle), Beurenhof, Hippshof, Nassental, Neubauren (Thums)hof, Neuhäuserhof, Neuhof, Oberfrickhof (Breitehof und Raithaldenhof), Simons (Bischofs, Voglers)hof und Unterfrickhof und die Häuser Drechslerhaus, Häuptlehaus, Im Hasenbühl (Akzisorhaus), Im Nägelsee (Küferhaus, Martinshof), Sattlerhaus, Wagnerhaus und Weierhaus. - Zu Hohenbodman das Dorf Hohenbodman, die Höfe Beutenmühle, Burghöfe, Häusern, Happenmühle, Homberg, Neuhof, Niederweiler, Pfaffenbühl, Simonshof und Urzenreute und die Häuser Fitzenhaus und Walthausen. - Zu Owingen das Dorf Owingen, die Weiler Hedertsweiler, Unterbach und Wälde, die Höfe Bascheshof, Böhlerhof, Geigerhaus, Hackenhaus, Häuslerhof, Haslerhof, Hohenreute(hof), Homberger Hof, Lugen(hof), Mädlerhof, Pfaffenhofer Mühle, Risthof, Sägemühle, Segoderhof, Sorgenhöfe und Urzenreute(haus) und die Häuser Boosenhaus (Stengelegut), Sägewerk und Steigle (Steigerhaus). - Zu Taisersdorf das Dorf Taisersdorf und die Höfe Im Rohrhaldenösch, In den Bottenäckern, In der unteren Krott und Zinken. - Salem mit den Gemeindeteilen Beuren, Buggensegel, Grasbeuren, Mimmenhausen, Mittelsteinweiler, Neufrach, Oberstenweiler, Rickenbach, Salem, Tüfingen und Weildorf. - Zu Beuren die Dörfer Beuren, Altbeuren, der Weiler Bächen, das Gehöft Ölmühle und die Häuser Aspen, Binzwangen, Brühl (Wolfsgrube), Faßler, Holdern, Im Tiefenweg, Kaltenbrunnen, Mausloch und Trillenbühl. - Zu Buggensegel das Dorf Buggensegel, das Gehöft Wehhausen und die Häuser Im Bremgarten und In den Rübäckern. - Zu Grasbeuren das Dorf Grasbeuren und die Häuser Bahnstation Grasbeuren, In der Kürze und In der Roggenbreite. - Zu Mimmenhausen das Dorf Mimmenhausen und das Haus Killenberg. Zu Mittelstenweiler die Dörfer Mittelstenweiler und Unterstenweiler und das Haus Roter Torkel. - Zu Neufrach das Dorf Neufrach, die Weiler Haberstenweiler, Leutkirch, die Höfe Beim steinernen Brückle und Birkenweiler und die Häuser Fischerhaus, Leimgrube, Bahnstation Mimmenhausen-Neufrach, Bahnstation Mittelstenweiler, Tobelhof und Wespach. - Zu Oberstenweiler das Dorf Oberstenweiler und das Gehöft Rimpertsweiler. - Zu Rickenbach das Dorf Rickenbach. - Zu Salem Kloster und Dorf Salem, das Dorf Stefansfeld und die Höfe Forst(erhof), Schwandorf(erhof) und Spitznagelhof. - Zu Tüfingen das Dorf Tüfingen, der Weiler Baufnang, die Häuser Im Strohschneider und die Höfe Berghof, Im Vogelsang, Mendlishausen und Ralzhof. - Zu Weildorf das Dorf Weildorf, der Zinken Im Kogenwinkel und das Gehöft Schapbuch. - Sipplingen mit dem Dorf Sipplingen, dem Weiler Süßenmühle, den Höfen Niederhohenfels (Sternen) und Schwenkental und den Häusern Rosenberg. - Stetten mit dem Dorf Stetten, dem Weiler Harlachen, den Höfen Breitenbach (Unterhof) und Obstgut Faust und den Häusern Am See, Auf dem Roggele und Försterhaus. - Tettnang mit den Stadtteilen Langnau, Tannau und Tettnang. - Zu Langnau die Dörfer Hiltensweiler, Laimnau, Oberlangnau und Apflau, die Weiler Badhütten, Bleichnau, Busenhaus, Degersee, Dentenweiler, Echetweiler, Gitzensteig, Götzenweiler, Heggelbach, Muttelsee, Oberwolfertsweiler, Rappertsweiler, Rattenweiler, Reichen, Rudenweiler, Saßenweiler, Steinenbach, Unterlangnau, Unterwolfersweiler, Wellmutsweiler, Wettis, Wielandsweiler, Wiesach und Wolfratz und das Gehöft Hinterberg. - Zu Tannau die Weiler Tannau, Albertsweiler, Bachmaier, Baldensweiler, Biggenmoos, Dietmannsweiler, Enzisweiler, Flockenbach, Gebhardsweiler, Herishäusern, Herrgottsweiler, Holzhäusern, Iglerberg, Krumbach, Matzenhaus, Mehrenberg, Notzenhaus, Obereisenbach, Prestenberg, Schierlingen, Schübel, Schwanden, Siggenweiler, Straß, Untereisenbach, Vorderreute, Wiedenbach und Wiesertsweiler und die Höfe Burnau, Gesnauwiesen, Hübschenberg, Loderhof, Scheiben, Schletterholz, Stiefel und Ucht. - Zu Tettnang die Stadt Tettnang, der Stadtteil Bechlingen, die Siedlung Bürgermoos, die Weiler Baumgarten, Bernau, Blumenrain, Brünnensweiler, Büchel, Feuernmoos, Fünfehrlen, Gemertsweiler, Hagenbuchen, Höll, Kau, Missenhardt, Moos, Motzenhaus, Neuhäusle, Neuhalden, Pfingstweid, Reutenen, Ried, Wagnerberg, Walchesreute und Zimmerberg, die Höfe Argenhardt, Schäferhof, Schöneck und Waldhub und die Häuser Frohe Aussicht, Irrmannsberg, Kaltenberg und Venushalde. - Überlingen mit den Stadtteilen Bambergen, Bonndorf, Deisendorf, Hödingen, Lippertsreute, Nesselwangen, Nußdorf und Überlingen. - Zu Bambergen das Dorf Bambergen, die Höfe Neuhof, Ottomühle, Reuthemühle und Schönbuch und die Häuser Forsthaus Hohrain und Heffhäusle. - Zu Bonndorf das Dorf Bonndorf, der Weiler Walpertsweiler und die Höfe Buohof, Eggenweiler, Fuchsloch, Haldenhof, Helchenhof, Kaienhof, Negelhof und Talmühle. - Zu Deisendorf das Dorf Deisendorf, der Weiler Scheinbuch und die Höfe Hasenweide, Katharinenhof, Klammerhölzle, Königshof, Nonnenhölzle und Widmerhof. - Zu Hödingen das Dorf Hödingen, das Gehöft Länglehof und die Häuser Spetzgart. - Zu Lippertsreute die Dörfer Lippertsreute und Ernatsreute, die Zinken Hebsack und Wackenhausen, die Höfe Bruckfelder Mühle, Hagenweiler, Hippmannsfelderhof, Neues Haus, Oberhof, Schellenberg und Steinhöfe und die Häuser In der hohen Eich (Eichholz). - Zu Nesselwangen das Dorf Nesselwangen und die Höfe Alte Wette, Fischerhaus, Hinterberghof, Katzenhäusle, Ludwigshof, Mühlberghof, Reutehof, Sattlerhäusle, Vorderberghof und Weierhof. - Zu Nußdorf das Dorf Nußdorf und der Gemeindeteil Untermaurach. - Zu Überlingen die Stadt Überlingen, die Weiler Andelshofen, Aufkirch, Brünnesbach, Goldbach und Kogenbach, die Höfe Hohenlinden, Restlehof, Reutehof und Weiherhöfe und die Häuser Altbirnau, Brachenreute, Höllwangen und Rengoldshausen. - Uhldingen-Mühlhofen mit den Gemeindeteilen Mühlhofen, Oberuhldingen und Unteruhldingen. - Zu Mühlhofen das Dorf Mühlhofen, der Weiler Gebhardsweiler, das Gehöft Hallendorf und die Häuser Im Fölle. - Zu Oberuhldingen das Dorf Oberuhldingen, die Weiler Obermaurach und Seefelden, das Gehöft Oberhof und die Häuser Birnau, Reißmühle, Schloß und Wilhelmshof. - Zu Unteruhldingen das Dorf Unteruhldingen. |

## Alphabetische Liste
In Fettschrift erscheinen die Orte, die namengebend für die Gemeinde sind, in Kursivschrift Einzelhäuser, Häusergruppen, Burgen, Schlösser und Höfe. Zusätzliche bestehende kleine Orte nach der Quelle www.leo-bw.de werden dort in aller Regel nicht wie in der Listengrundlage nach Weiler/Siedlung/Wohnplatz usw. differenziert, sondern einheitlich als Wohnplatz klassifiziert, dieser Ortsteiltyp wird hier entsprechend kursiviert übernommen.
| - Aberlingsbühl zu Neukirch - Ahausen zu Bermatingen - Ahäusle zu Frickingen - Akenbach zu Deggenhausertal - Albertsweiler zu Tettnang - Allerheiligen zu Markdorf - Allmannshausen zu Deggenhausertal - Allmannsweiler zu Friedrichshafen - Altbeuren zu Salem - Altbirnau zu Überlingen - Alte Wette zu Überlingen - Althaus zu Oberteuringen - Altheim zu Frickingen - Am Sandbühl zu Frickingen - Am See zu Stetten - Andelshofen zu Überlingen - Apflau zu Tettnang - Appenweiler zu Friedrichshafen - Arensweiler zu Kressbronn am Bodensee - Argenhardt zu Tettnang - Aspen zu Salem - Atlashofen zu Kressbronn am Bodensee - Auenhof zu Deggenhausertal - Auf dem Berg zu Deggenhausertal - Auf dem Roggele zu Stetten - Auf dem Schloßberg zu Meersburg - Auf der Höhe zu Deggenhausertal - Aufkirch zu Überlingen - Autenweiler zu Bermatingen - Azenweiler zu Deggenhausertal - Bächen zu Salem - Bachmaier zu Tettnang - Badhütten zu Tettnang - Bahnhof Oberteuringen zu Oberteuringen - Bahnstation Grasbeuren zu Salem - Bahnstation Mimmenhausen-Neufrach zu Salem - Bahnstation Mittelstenweiler zu Salem - Baitenhausen zu Meersburg - Baldensweiler zu Tettnang - Bambergen zu Überlingen - Bär(en)weilerhöfe zu Frickingen - Bascheshof zu Owingen - Batzenweiler zu Friedrichshafen - Baufnang zu Salem - Baumgarten zu Tettnang - Baustadel zu Heiligenberg - Baustadel zu Heiligenberg - Bayen zu Deggenhausertal - Bechenhütten zu Neukirch - Bechlingen zu Tettnang - Behweiler zu Oberteuringen - Beim Ortolf zu Heiligenberg - Beim steinernen Brückle zu Salem - Benistobel zu Deggenhausertal - Benklershof (Im Menzenmösle) zu Owingen - Berg zu Friedrichshafen - Berg zu Kressbronn am Bodensee - Berg zu Meckenbeuren - Bergheim zu Markdorf - Berghof zu Salem - Berghöfe zu Frickingen - Berghöfle zu Deggenhausertal - Bergleshof zu Markdorf - Bermatingen - Bernau zu Tettnang - Bernaumühle zu Neukirch - Bernried zu Neukirch - Betenbrunn zu Heiligenberg - Bettenweiler zu Friedrichshafen - Betznau zu Kressbronn am Bodensee - Beuren zu Salem - Beurenhof zu Owingen - Beutenmühle zu Owingen - Bibruck zu Oberteuringen - Bierkeller zu Langenargen - Biggenmoos zu Tettnang - Billafingen zu Owingen - Binzwangen zu Salem - Birkenweiler zu Salem - Birkenweiler zu Frickingen - Birnau zu Uhldingen-Mühlhofen - Bitzenhofen zu Oberteuringen - Blankenried zu Oberteuringen - Bleichnau zu Tettnang - Blumegg zu Neukirch - Blumenrain zu Tettnang - Böhlerhof zu Owingen - Bonndorf zu Überlingen - Boosenhaus (Stengelegut) zu Owingen - Brachenreute zu Überlingen - Braitenbach zu Markdorf - Braitenrain zu Eriskirch - Breitenbach (Unterhof) zu Stetten - Brennerhof zu Deggenhausertal - Brillen zu Heiligenberg - Brochenzell zu Meckenbeuren - Bruckfelden zu Frickingen - Bruckfelder Mühle zu Überlingen - Brugg zu Meckenbeuren - Brühl (Wolfsgrube) zu Salem - Brünnensweiler zu Tettnang - Brünnesbach zu Überlingen - Buch zu Meckenbeuren - Buch zu Meckenbeuren - Buchberg zu Bermatingen - Büchel zu Tettnang - Buchhof zu Heiligenberg - Buchholz zu Friedrichshafen - Buggensegel zu Salem - Bühlen zu Heiligenberg - Bunkhofen zu Friedrichshafen - Buohof zu Überlingen - Burg zu Deggenhausertal - Bürgberg zu Markdorf - Bürgermoos zu Tettnang - Burghöfe zu Owingen - Bürgle zu Deggenhausertal - Burnau zu Tettnang - Burst (In den Fronhalden) zu Heiligenberg - Busenhaus zu Tettnang - Daisendorf - Degersee zu Tettnang - Deggenhausen zu Deggenhausertal - Deisendorf zu Überlingen - Dentenweiler zu Tettnang - Dietmannsweiler zu Tettnang - Dillmannshof zu Eriskirch - Dittenhausen zu Meersburg - Döbele zu Heiligenberg - Döllen zu Kressbronn am Bodensee - Drechslerhaus zu Owingen - Ebersberg zu Neukirch - Echbeck zu Heiligenberg - Echetweiler zu Tettnang - Efrizweiler zu Friedrichshafen - Egg zu Heiligenberg - Eggenweiler zu Deggenhausertal - Eggenweiler zu Friedrichshafen - Eggenweiler zu Überlingen - Ehhälte zu Deggenhausertal - Eichenmühle zu Friedrichshafen - Eichstegerhof zu Deggenhausertal - Elisabethenhof zu Frickingen - Ellenfurt zu Deggenhausertal - Ellenfurter Tobel (Stötzlerhaus) zu Heiligenberg - Ellenweiler zu Friedrichshafen - Elmenau zu Neukirch - Endringerhof zu Langenargen - Engehof zu Deggenhausertal - Enzisweiler zu Tettnang - Ergeten zu Meersburg - Eriskirch - Ernatsreute zu Überlingen - Eschle zu Deggenhausertal - Ettenkirch zu Friedrichshafen - Falkenhalden zu Deggenhausertal - Faßler zu Salem - Felben zu Markdorf - Felbenweiher zu Markdorf - Feuernmoos zu Tettnang - Finkenhausen zu Frickingen - Fischbach zu Friedrichshafen - Fischerhaus zu Salem - Fischerhaus zu Überlingen - Fitzenhaus zu Owingen - Fitzenweiler zu Markdorf - Flockenbach zu Tettnang - Flunau zu Neukirch - Forst(erhof) zu Salem - Försterhaus zu Stetten - Forsthaus Hohrain zu Überlingen - Franzenhof zu Deggenhausertal - Frenkenbach zu Immenstaad am Bodensee - Frickingen - Friedrichshafen - Frohe Aussicht zu Tettnang - Fuchsloch zu Überlingen - Fuchstobel zu Deggenhausertal - Fünfehrlen zu Tettnang - Furt zu Meckenbeuren - Furthof zu Heiligenberg - Gailhöfe zu Frickingen - Gaisberg zu Heiligenberg - Gaiswinkel zu Frickingen - Gangenweiler zu Markdorf - Gattnau zu Kressbronn am Bodensee - Gebhardsweiler zu Uhldingen-Mühlhofen - Gebhardsweiler zu Tettnang - Gehrenberg zu Markdorf - Gehrenberg zu Markdorf - Gehrenberg zu Deggenhausertal - Gehrenberg zu Deggenhausertal - Geigerhaus zu Owingen - Gemertsweiler zu Tettnang - Gerbertshaus zu Meckenbeuren - Gesnauwiesen zu Tettnang - Gießen zu Kressbronn am Bodensee - Gießenbrücke zu Kressbronn am Bodensee - Gitzensteig zu Tettnang - Gmünd zu Eriskirch - Gohren zu Kressbronn am Bodensee - Goldbach zu Überlingen - Golpenweiler zu Frickingen - Goppertsweiler zu Neukirch - Gottmannsbühl zu Kressbronn am Bodensee - Götzenweiler zu Tettnang - Grafenweiler zu Deggenhausertal - Grasbeuren zu Salem - Grenzhof zu Friedrichshafen - Großbuch zu Meckenbeuren - Grubenhof zu Deggenhausertal - Grünwangen zu Deggenhausertal - Gunzenhaus zu Meckenbeuren - Gunzenweiler zu Neukirch - Habacht zu Meckenbeuren - Haberstenweiler zu Salem - Habratsweiler zu Friedrichshafen - Hackenhaus zu Owingen - Hagenbuchen zu Tettnang - Hagendorn zu Friedrichshafen - Hagenweiler zu Überlingen - Hagnau am Bodensee - Hahnen zu Deggenhausertal - Halden zu Heiligenberg - Haldenhof zu Hagnau am Bodensee - Haldenhof zu Überlingen - Hallendorf zu Uhldingen-Mühlhofen - Haltmaierhof zu Kressbronn am Bodensee - Happenmühle zu Owingen - Harlachen zu Stetten - Harresheim zu Deggenhausertal - Hasenweide zu Überlingen - Hasenwinkel zu Meckenbeuren - Haslacherhof zu Markdorf - Haslachhof zu Deggenhausertal - Haslerhof zu Owingen - Hattenweiler zu Heiligenberg - Häuptlehaus zu Owingen - Häusern zu Owingen - Häuslerhof zu Owingen - Hebsack zu Überlingen - Hechelfurt zu Meckenbeuren - Hedertsweiler zu Owingen - Heffhäusle zu Überlingen - Hefigkofen zu Oberteuringen - Hegelwiesen zu Bermatingen - Hegenberg zu Meckenbeuren - Heggelbach zu Tettnang - Heidbremen zu Deggenhausertal - Heiden zu Deggenhausertal - Heiligenberg - Heiligenhof zu Kressbronn am Bodensee - Heiligenholz zu Heiligenberg - Heimatsweiler zu Frickingen - Heiseloch zu Friedrichshafen - Helchenhof zu Überlingen - Hepbach zu Markdorf - Herishäusern zu Tettnang - Hermannsberg zu Heiligenberg - Herrgottsweiler zu Tettnang - Hersberg zu Immenstaad am Bodensee - Hersberg (Herschberg) zu Immenstaad am Bodensee - Hiltensweiler zu Tettnang - Hinterberg zu Tettnang - Hinterberghof zu Überlingen - Hinterburg zu Neukirch - Hinteressach zu Neukirch - Hinterhof zu Friedrichshafen - Hippmannsfelderhof zu Überlingen - Hippshof zu Owingen - Hirschach zu Meckenbeuren - Hirschlatt zu Friedrichshafen - Hockenmühle zu Deggenhausertal - Hödingen zu Überlingen - Hofen zu Friedrichshafen - Hofstetten Mühle zu Heiligenberg - Hoftstatt zu Eriskirch - Höge zu Friedrichshafen - Höge zu Deggenhausertal - Hohenbodman zu Owingen - Hohenlinden zu Überlingen - Hohenreute zu Meckenbeuren - Hohenreute(hof) zu Owingen - Hohenwald zu Markdorf - Hohlenstein zu Deggenhausertal - Höhler zu Friedrichshafen - Hohreuthehof zu Deggenhausertal - Holdern zu Salem - Höll zu Tettnang - Höllsteig zu Owingen - Höllwangen zu Überlingen - Holzbauer zu Meckenbeuren - Holzhäusern zu Tettnang - Holzhof zu Friedrichshafen - Holzreute zu Meckenbeuren - Homberg zu Deggenhausertal - Homberg zu Owingen - Homberger Hof zu Owingen - Hornstein zu Deggenhausertal - Hübschenberg zu Tettnang - Huiweiler zu Friedrichshafen - Hundweiler zu Markdorf - Hungersberg zu Meckenbeuren - Hüttmannsberg zu Kressbronn am Bodensee - Iglerberg zu Tettnang - Im Bremgarten zu Salem - Im Brühl zu Deggenhausertal - Im Fölle zu Uhldingen-Mühlhofen - Im Göldering zu Bermatingen - Im Hasenbühl (Akzisorhaus) zu Owingen - Im Kogenwinkel zu Salem - Im Nägelsee (Küferhaus, Martinshof) zu Owingen - Im Ried zu Deggenhausertal - Im Rohrhaldenösch zu Owingen - Im Sack zu Bermatingen - Im Strohschneider zu Salem - Im Tannenhölzle zu Deggenhausertal - Im Tiefenweg zu Salem - Im Tobel zu Deggenhausertal - Im Unteresch zu Deggenhausertal - Im Vogelsang zu Salem - Immenstaad zu Immenstaad am Bodensee - In den Bottenäckern zu Owingen - In den Rübäckern zu Salem - In der Hauen zu Deggenhausertal - In der hohen Eich (Eichholz) zu Überlingen - In der Kürze zu Salem - In der Roggenbreite zu Salem - In der unteren Krott zu Owingen - Irrmannsberg zu Tettnang - Ittendorf zu Markdorf - Ittenhausen zu Friedrichshafen - Jägerhaus zu Friedrichshafen - Jettenhausen zu Friedrichshafen - Jonistobel zu Deggenhausertal - Kaienhof zu Überlingen - Kalkähren zu Kressbronn am Bodensee - Kaltbächle zu Deggenhausertal - Kaltenberg zu Tettnang - Kaltenbrunnen zu Salem - Katharinenhof zu Überlingen - Katzenhäusle zu Überlingen - Katzenmoos zu Deggenhausertal - Katzensteig zu Heiligenberg - Kau zu Tettnang - Kehlen zu Meckenbeuren - Killenberg zu Salem - Kippenhausen zu Immenstaad am Bodensee - Kirchberg zu Immenstaad am Bodensee - Kirnbach zu Heiligenberg - Klammerhölzle zu Überlingen - Kluftern zu Friedrichshafen - Knellesberg zu Meckenbeuren - Knöbelhof zu Eriskirch - Kochermühle zu Kressbronn am Bodensee - Kogenbach zu Überlingen - Kohlhof zu Markdorf - Kohllöffelhof zu Deggenhausertal - Königshof zu Überlingen - Köstenbach zu Friedrichshafen - Kratzerach zu Meckenbeuren - Krauchen zu Deggenhausertal - Krehenberg zu Friedrichshafen - Kressbronn am Bodensee - Kreuzäcker zu Friedrichshafen - Krumbach zu Tettnang - Krummensteg zu Kressbronn am Bodensee - Kümmertsweiler zu Kressbronn am Bodensee | - Laimnau zu Tettnang - Lampach zu Frickingen - Landolz zu Neukirch - Langenacker zu Eriskirch - Langenargen - Langenloch zu Friedrichshafen - Langentrog zu Meckenbeuren - Langhag zu Deggenhausertal - Länglehof zu Überlingen - Laufenen zu Meckenbeuren - Lehen zu Deggenhausertal - Lehhorn zu Friedrichshafen - Leimbach zu Markdorf - Leimgrube zu Salem - Leiwiesen zu Markdorf - Lellwangen zu Deggenhausertal - Lempfriedsweiler zu Friedrichshafen - Lettenhof zu Markdorf - Leustetten zu Frickingen - Leutkirch zu Salem - Leutstetten(erhof) zu Deggenhausertal - Lichtenberg zu Markdorf - Liebenau zu Meckenbeuren - Limpach zu Deggenhausertal - Lindenberghof zu Deggenhausertal - Lindenholz zu Friedrichshafen - Linderhof zu Kressbronn am Bodensee - Lipbach zu Friedrichshafen - Lippertsreute zu Überlingen - Littistobel zu Deggenhausertal - Litzelmannshof zu Neukirch - Lobbühl zu Deggenhausertal - Lochbrücke zu Meckenbeuren - Lochenried zu Friedrichshafen - Loderhof zu Tettnang - Lohner zu Meckenbeuren - Löwental zu Friedrichshafen - Ludwigshof zu Überlingen - Lugen(hof) zu Owingen - Lustensbach zu Neukirch - Madenreute zu Meckenbeuren - Mädlerhof zu Owingen - Magetsweiler zu Deggenhausertal - Manzell zu Friedrichshafen - Mariabrunn zu Eriskirch - Markdorf - Martinshof zu Friedrichshafen - Matzenhaus zu Tettnang - Matzenweiler zu Neukirch - Mausloch zu Salem - Meckenbeuren - Meersburg - Mehrenberg zu Tettnang - Meistershofen zu Friedrichshafen - Mendlishausen zu Salem - Mennwangen zu Deggenhausertal - Michaelsberg zu Markdorf - Michelhaus (Wangerhalde) zu Markdorf - Mimmenhausen zu Salem - Missenhardt zu Tettnang - Mittelmühle zu Kressbronn am Bodensee - Mittelstenweiler zu Salem - Möggenweiler zu Markdorf - Möggenhausen zu Deggenhausertal - Moorhof zu Deggenhausertal - Moos zu Eriskirch - Moos zu Heiligenberg - Moos zu Tettnang - Motzenhaus zu Tettnang - Mückle zu Langenargen - Mühlberghof zu Überlingen - Mühlebach zu Meckenbeuren - Mühlhofen zu Uhldingen-Mühlhofen - Mühlöschle zu Friedrichshafen - Muttelsee zu Tettnang - Nassental zu Owingen - Negelhof zu Überlingen - Nesselwangen zu Überlingen - Neubauren (Thums)hof zu Owingen - Neues Haus zu Überlingen - Neufrach zu Salem - Neuhalden zu Tettnang - Neuhaus zu Oberteuringen - Neuhaus zu Heiligenberg - Neuhaus zu Neukirch - Neuhäuser zu Friedrichshafen - Neuhäuserhof zu Owingen - Neuhäusle zu Tettnang - Neuhof zu Überlingen - Neuhof zu Owingen - Neuhof zu Owingen - Neukirch - Neuweiler zu Heiligenberg - Niederhohenfels (Sternen) zu Sipplingen - Niederweiler zu Owingen - Nitzenweiler zu Kressbronn am Bodensee - Nonnenhölzle zu Überlingen - Notzenhaus zu Tettnang - Nußdorf zu Überlingen - Oberailingen zu Friedrichshafen - Oberbaumgarten zu Eriskirch - Oberboshasel zu Heiligenberg - Oberdorf zu Langenargen - Obereisenbach zu Tettnang - Oberfischbach zu Markdorf - Oberfrickhof (Breitehof und Raithaldenhof) zu Owingen - Obergehrenberg zu Deggenhausertal - Oberhaslach zu Heiligenberg - Oberhof zu Uhldingen-Mühlhofen - Oberhof zu Überlingen - Oberhomberg zu Deggenhausertal - Oberlachen zu Deggenhausertal - Oberlangensee zu Neukirch - Oberlangnau zu Tettnang - Oberlottenweiler zu Friedrichshafen - Obermaurach zu Uhldingen-Mühlhofen - Obermeckenbeuren zu Meckenbeuren - Obermühle zu Kressbronn am Bodensee - Oberrhena zu Heiligenberg - Oberriedern (Riedern) zu Markdorf - Oberrussenried zu Neukirch - Obersiggingen zu Deggenhausertal - Oberstenweiler zu Salem - Oberteuringen - Oberuhldingen zu Uhldingen-Mühlhofen - Oberweiler zu Deggenhausertal - Oberwolfertsweiler zu Tettnang - Obstgut Faust zu Stetten - Ölmühle zu Salem - Ottmarsreute zu Meckenbeuren - Ottomühle zu Überlingen - Owingen - Pfaffenbühl zu Owingen - Pfaffenhofer Mühle zu Owingen - Pfingstweid zu Tettnang - Pförendorf zu Frickingen - Poppis zu Kressbronn am Bodensee - Prestenberg zu Tettnang - Raderach zu Friedrichshafen - Ralzhof zu Salem - Rammetshofen zu Oberteuringen - Ramsberg zu Heiligenberg - Ramsenbühl zu Oberteuringen - Ramsenmühle zu Oberteuringen - Rappertsweiler zu Tettnang - Rattenweiler zu Tettnang - Rebholz zu Meckenbeuren - Reffental (Rufental) zu Deggenhausertal - Regler zu Meckenbeuren - Reichen zu Tettnang - Reinach zu Friedrichshafen - Reisenbronn zu Neukirch - Reißmühle zu Uhldingen-Mühlhofen - Remette zu Oberteuringen - Rengoldshausen zu Überlingen - Restlehof zu Überlingen - Retterschen zu Kressbronn am Bodensee - Reute zu Kressbronn am Bodensee - Reute zu Markdorf - Reute zu Meckenbeuren - Reutehof zu Überlingen - Reutehof zu Überlingen - Reutenen zu Tettnang - Reuter bei Brochenzell zu Meckenbeuren - Reuthemühle zu Überlingen - Rickenbach zu Salem - Rickenwiesen zu Frickingen - Rickertsreute zu Heiligenberg - Rickertsweiler zu Frickingen - Ried zu Tettnang - Riedensweiler zu Kressbronn am Bodensee - Riedern zu Friedrichshafen - Riedern zu Markdorf - Riedetsweiler zu Deggenhausertal - Riedetsweiler zu Meersburg - Riedheim zu Markdorf - Riedhof zu Deggenhausertal - Riedhöfe zu Frickingen - Riedlehof zu Heiligenberg - Rieter zu Oberteuringen - Rimpertsweiler zu Salem - Risthof zu Owingen - Röcken zu Eriskirch - Roggenbeuren zu Deggenhausertal - Röhrenbach zu Heiligenberg - Rosenberg zu Sipplingen - Rosengarten zu Friedrichshafen - Roter Torkel zu Salem - Rotreis zu Deggenhausertal - Rubacker zu Deggenhausertal - Rudenweiler zu Tettnang - Rupberg zu Friedrichshafen - Russenreute zu Oberteuringen - Sackweiher zu Neukirch - Sägemühle zu Owingen - Sägewerk zu Owingen - Salem - Sammletshofen zu Meckenbeuren - Sandacker-Unterhomberg zu Deggenhausertal - Sandgrub zu Meckenbeuren - Sassen zu Meckenbeuren - Saßenweiler zu Tettnang - Sattlerhaus zu Owingen - Sattlerhäusle zu Überlingen - Schäferhof zu Tettnang - Schapbuch zu Salem - Scheiben zu Tettnang - Scheinbuch zu Überlingen - Schellenberg zu Überlingen - Schierlingen zu Tettnang - Schiggendorf zu Meersburg - Schindelhof zu Meckenbeuren - Schlatt zu Eriskirch - Schleinsee zu Kressbronn am Bodensee - Schletterholz zu Tettnang - Schloß zu Uhldingen-Mühlhofen - Schloßhof zu Heiligenberg - Schnaidt zu Kressbronn am Bodensee - Schnaidt zu Neukirch - Schnaithof zu Deggenhausertal - Schnetzenhausen zu Friedrichshafen - Schönbuch zu Überlingen - Schöneck zu Tettnang - Schönenmühle zu Deggenhausertal - Schoppenhof zu Eriskirch - Schoren zu Deggenhausertal - Schübel zu Tettnang - Schübelbeer zu Meckenbeuren - Schuppenwies zu Meckenbeuren - Schürten zu Meckenbeuren - Schussenreute zu Eriskirch - Schwanden zu Tettnang - Schwandorf(erhof) zu Salem - Schwarzenbach zu Meckenbeuren - Schwedi zu Langenargen - Schwende zu Deggenhausertal - Schwende zu Deggenhausertal - Schwenkental zu Sipplingen - Schweppenen zu Markdorf - Seefelden zu Uhldingen-Mühlhofen - Seemoos zu Friedrichshafen - Segoderhof zu Owingen - Senglingen zu Meckenbeuren - Sennberg zu Heiligenberg - Sennhof zu Deggenhausertal - Sibratshaus zu Meckenbeuren - Siedlung zu Immenstaad am Bodensee - Siggenweiler zu Tettnang - Siglishofen zu Meckenbeuren - Simons (Bischofs, Voglers)hof zu Owingen - Simonshof zu Owingen - Sinnenberg zu Deggenhausertal - Sipplingen - Soden zu Deggenhausertal - Sorgenhöfe zu Owingen - Spaltenstein zu Friedrichshafen - Spetzgart zu Überlingen - Spießhof zu Deggenhausertal - Spitznagelhof zu Salem - St. Georgen zu Friedrichshafen - Stadel zu Markdorf - Staffelbild zu Oberteuringen - Stefansfeld zu Salem - Stehlinsweiler zu Markdorf - Steibensteg zu Markdorf - Steigen zu Frickingen - Steigen (Steighöfe) zu Heiligenberg - Steigle (Steigerhaus) zu Owingen - Steinenbach zu Deggenhausertal - Steinenbach zu Tettnang - Steinenberg zu Frickingen - Steinhöfe zu Überlingen - Steinsbrunn zu Heiligenberg - Stengele zu Meckenbeuren - Stetten - Stiefel zu Tettnang - Straß zu Meckenbeuren - Straß zu Tettnang - Stüblehof zu Markdorf - Sturzhof zu Deggenhausertal - Summerau zu Neukirch - Süßenmühle zu Sipplingen - Taisersdorf zu Owingen - Talmühle zu Überlingen - Tannau zu Tettnang - Tannen zu Deggenhausertal - Tettnang - Tobelhof zu Salem - Tobelwangerhof zu Deggenhausertal - Trillenbühl zu Salem - Tüfingen zu Salem - Tunau zu Kressbronn am Bodensee - Tuniswald zu Langenargen - Überlingen - Ucht zu Tettnang - Uhetsweiler zu Neukirch - Unterailingen zu Friedrichshafen - Unterbach zu Owingen - Unterbaumgarten zu Eriskirch - Untereisenbach zu Tettnang - Unterfrickhof zu Owingen - Untergehrenberg zu Deggenhausertal - Unterhöge zu Deggenhausertal - Unterhomberg zu Deggenhausertal - Unterlachen zu Deggenhausertal - Unterlangensee zu Neukirch - Unterlangnau zu Tettnang - Unterlottenweiler zu Friedrichshafen - Untermaurach zu Überlingen - Unterraderach zu Friedrichshafen - Unterrehna zu Heiligenberg - Unterrussenried zu Neukirch - Untersiggingen zu Deggenhausertal - Unterstenweiler zu Salem - Untertennenmoos zu Meckenbeuren - Unterteuringen zu Oberteuringen - Unteruhldingen zu Uhldingen-Mühlhofen - Unterwolfersweiler zu Tettnang - Urnau zu Deggenhausertal - Urzenreute zu Owingen - Urzenreute(haus) zu Owingen - Venushalde zu Tettnang - Viertlerhof zu Heiligenberg - Vittenhag zu Oberteuringen - Vorderberghof zu Überlingen - Vorderburg zu Neukirch - Vorderessach zu Neukirch - Vorderreute zu Tettnang - Wackenhausen zu Überlingen - Wagenberg zu Deggenhausertal - Waggershausen zu Friedrichshafen - Wagnerberg zu Tettnang - Wagnerhaus zu Owingen - Wahlweiler zu Deggenhausertal - Walchesreute zu Tettnang - Waldacker zu Friedrichshafen - Waldbuchenhof zu Deggenhausertal - Wälde zu Owingen - Waldhub zu Tettnang - Waldhüterhof zu Deggenhausertal - Walkhaus zu Heiligenberg - Wallisreute zu Deggenhausertal - Walpertsweiler zu Überlingen - Waltenweiler zu Friedrichshafen - Walthausen zu Owingen - Wammeratswatt zu Oberteuringen - Wangen zu Markdorf - Wannenhäusern zu Friedrichshafen - Wattenberg zu Deggenhausertal - Wehhausen zu Salem - Weierhaus zu Owingen - Weierhof zu Überlingen - Weiherhöfe zu Überlingen - Weildorf zu Salem - Weiler zu Meckenbeuren - Weiler an der Ach zu Friedrichshafen - Weiler bei Bitzenhofen zu Oberteuringen - Weiler bei Neuhaus zu Oberteuringen - Weilermühle (Friedrichshafen) zu Friedrichshafen - Weißenbach zu Deggenhausertal - Wellmutsweiler zu Tettnang - Wendlingen zu Deggenhausertal - Weppach zu Bermatingen - Wespach zu Salem - Wettis zu Tettnang - Widmerhof zu Überlingen - Wiedenbach zu Tettnang - Wielandsweiler zu Tettnang - Wiesach zu Tettnang - Wiesertsweiler zu Tettnang - Wiggenhausen zu Friedrichshafen - Wiggensweiler zu Bermatingen - Wilhelmshof zu Uhldingen-Mühlhofen - Wildpoltsweiler zu Neukirch - Windhag zu Friedrichshafen - Winkelhof zu Heiligenberg - Winterstauden zu Deggenhausertal - Wintersulgen zu Heiligenberg - Wippertsweiler zu Deggenhausertal - Wirgetswiesen zu Friedrichshafen - Wirmetsweiler zu Markdorf - Wirrensegel zu Markdorf - Wittenberg zu Neukirch - Wittenhofen zu Deggenhausertal - Wolfenhof zu Friedrichshafen - Wolfratz zu Tettnang - Wolfzennen zu Eriskirch - Zannau zu Neukirch - Ziegelacker zu Friedrichshafen - Ziegelei zu Immenstaad am Bodensee - Ziegelhaus zu Eriskirch - Ziegelhütte zu Deggenhausertal - Ziegelmühle zu Oberteuringen - Zillisbach zu Friedrichshafen - Zimmerberg zu Tettnang - Zinken zu Owingen - Zühne zu Deggenhausertal |